# Imakulata Malinka
Imakulata Malinka (Nova Gradiška, 21. veljače 1935. – Zagreb, 23. kolovoza 2019.), hrvatska redovnica, orguljašica, zborovoditeljica, crkvena glazbenica, glazbena pedagoginja i sveučilišna profesorica.

## Životopis
Rođena kao šesto dijete obitelji Rudolfa i Marije rođ. Kovačević. U samostan sestara Naše Gospe u Zagrebu ulazi 25. kolovoza 1951. godine. Prve redovničke zavjete položila je 24. kolovoza 1958., a doživotne na isti dan šest godina kasnije. Studirala je na Glazbenoj akademiji u Zagrebu od 1960. do 1965., kada postaje orguljašicom u župi sv. Blaža. Sakralnu glazbu usavršavala je na Papinskom institutu za crkvenu glazbu u Regensburgu. Sve do 1999. punu 31 godinu predavala je na Institutu za crkvenu glazbu »Albe Vidaković« u Zagrebu.
Uz suradnju Željka Petrača osniva 1972. »Collegium pro musica sacra«, s kojim kao voditeljica ostvaruje više od tisuću nastupa u domovini i inozemstvu. Godine 1996. ansambl je nagrađen srebrnim odličjem na međunarodnom natjecanju crkvenih zborova »Pierluigi da Palestrina« u Jeruzalemu, na godišnjicu 3000. godine postojanja grada.
Osim pedagoškog i dirigentskog bavljenja sakralnom glazbom, autorica je i većeg broja stručnih radova nastalih kontinuirano od 1968. godine. Surađivala je i na izdavačkom području kao priređivačica priručnika za glazbeni odgoj u redovničkim novicijatima.
Pokopana je na zagrebačkom Miroševcu.

## Vanjske poveznice
- Glas Slavonije – Draško Celing: "Svjetlo u tami"
- Imakulata Malinka na Discogsu